# Dicepolia
Dicepolia is een geslacht van vlinders van de familie grasmotten (Crambidae).

## Soorten
- D. marginescriptalis (Kenrick, 1917)
- D. marionalis (Viette, 1958)
- D. munroealis (Viette, 1960)
- D. rufeolalis (Mabille, 1900)